# Coryne albida
Coryne albida är en svampart som först beskrevs av Miles Joseph Berkeley, och fick sitt nu gällande namn av Korf & Cand. 1974. Coryne albida ingår i släktet Coryne och familjen Helotiaceae.   Inga underarter finns listade i Catalogue of Life.